# Про Верчелли
«Про Верчелли» (итал. Football Club Pro Vercelli 1892) — итальянский футбольный клуб из города Верчелли, провинция Верчелли, регион Пьемонт. Выступает в Серии C.
Летом 2010 года клуб «Про Верчелли» (итал. Unione Sportiva Pro Vercelli Calcio), который был основан в 1892 году и являлся одним из самых сильных и титулованных клубов начала XX века, прекратил своё существование. Муниципалитетом Верчелли права на название и все титулы и награды были переданы другому клубу из этого города «Про Белведэре Верчелли», основанному в 1912 году, и который после этого стал называться «Футбольный клуб Про Верчелли 1892».

## История

### Основание клуба

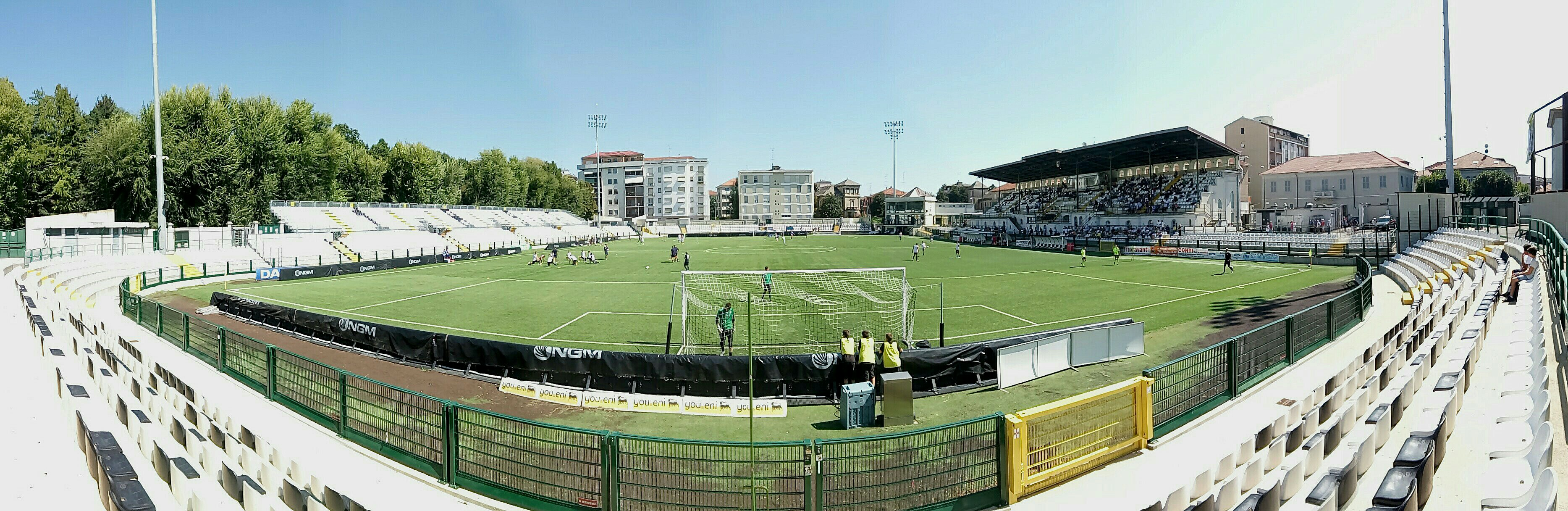
Стадион Сильвио Пиола

Датой основания клуба считается 1892 год, когда было основано «Гимнастическое общество Про Верчелли», занимавшееся развитием нескольких видов спорта. В 1903 году при обществе, при участии Марчелло Бертинетти, было создано футбольное подразделение. Были выбраны цвета формы: белые футболки, чёрные шорты. Первый матч новый футбольный клуб сыграл 3 августа 1903 года, в рамках чемпионата города. В 1907 году, победив в региональном турнире, клуб получил право выступить в общей Итальянской национальной лиге. Успехи пришли быстро, и уже в 1908, а затем и в 1909 годах «Про Верчелли» праздновал победу в чемпионате.

### Феноменальный успех
Клуб снова попал в финал чемпионата Италии 1910 года, где должен был побороться за титул с миланским «Интернационале», но из-за разногласий с итальянской федерацией футбола, которая назначила игру на день, когда у «Про Верчелли» уже был запланирован товарищеский матч, «Львы» выставили молодёжный состав. В итоге команда потерпела унизительное поражение 3:10 и не смогла завоевать третий титул чемпиона подряд.
Тем не менее, для «Про Верчелли» не составило труда доказать, кто на самом деле являлся на тот момент сильнейшим клубом Италии. Три последующих сезона команда не проигрывала, победив в чемпионате три раза подряд (1910/1911, 1911/1912, 1912/1913).
В это время в клубе играли легендарные полузащитники Джузеппе Милано, Гвидо Ара и Пьетро Леоне. В это же время «Про Верчелли» становится базовым клубом сборной Италии, в которой играли в тот момент 9 человек из пьемонтского клуба.
Однако после такого невероятного периода следующий свой трофей клуб смог завоевать только после окончания Первой мировой войны, когда в сезоне 1920/1921 «Про Верчелли» в шестой раз стали чемпионами Италии. В следующем сезоне в итальянском футболе произошёл раскол, и сезон 1921/1922 проводили сразу две организации. Все сильные итальянские клубы того времени вышли из федерации футбола Италии и создали свой организацию (Итальянская Футбольная Конфедерация), которая проводила свой отдельный чемпионат. Если старый чемпионат выиграл клуб «Новезе», то в новом турнире победу вновь праздновали футболисты «Про Верчелли», завоевав 7-й титул чемпионов. Эта победа остаётся пока последней в их истории. В последующие несколько лет клуб оставался среди лидеров чемпионата, но в итоге их всегда обходили конкуренты в лице «Интера», «Дженоа» и «Казале»
В начале 1920-х годов состоялось европейское турне действующего в то время чемпиона Англии «Ливерпуля», в ходе которого он сыграл со всеми сильнейшими клубами европейских чемпионатов. В итоге англичане победили всех, кроме одной команды. Матч с «Про Верчелли» завершился вничью, что стало справедливым итогом в матче двух сильнейших команд Европы того времени.

### Падение
После стольких лет на вершине итальянского футбола началось медленное, но непрерывное падение клуба вниз. По итогам сезона 1934/1935, «Про Верчелли» вылетели в Серию B. Началась перестройка команды, которая привела к тому, по окончании сезона 1940/1941, «львы» оказались в Серии С1. В 1946 году команда вернулась в Серию B, но лишь на два сезона, после которых падение продолжилось. В 1948—1959 и 1962—1971 годах, «Про Верчелли» играли на региональном уровне. В сезоне 1978/1979 состоялось последнее, на данный момент, появление клуба в Серии С1, после которого клуб постоянно играл на уровне четвёртого дивизиона Италии — Серии С2.

### Банкротство и переименование
«Про Верчелли» в последние годы был постоянным участником Серии С2, переименованной во «Второй Дивизион Лиги Про», в котором стабильно занимал места в середине таблицы.
Летом 2010 года из-за огромных долгов клуб не был допущен к соревнованиям. Во избежание полной потери значимого в истории итальянского футбола клуба права на название «Про Верчелли», цвета, эмблему и права на все титулы были переданы другому клубу из этого же города — «Про Белведэре Верчелли 1912», который продолжил играть во втором дивизионе Лиги Про, под названием «Про Верчелли 1892».

### Легендарные игроки
В 1920-е годы в «Про Верчелли» выступали будущие чемпионы мира Пьетро Феррарис, Джузеппе Каванна и лучший бомбардир Серии А всех времён Сильвио Пиола, имя которого ныне носит стадион команды.

## Достижения
Чемпионат Италии (Серия A)
- Чемпион (7): 1908, 1909, 1910/11, 1911/12, 1912/13, 1920/21, 1921/22
- Вице-чемпион: 1909/10